# Plac Kazimierza Wielkiego w Tarnowie
Plac Kazimierza Wielkiego – plac na tarnowskim Starym Mieście. Powstał w okresie lokacji miasta. Na placu znajduje się pomnik Adama Mickiewicza. Plac sąsiaduje z ulicą Katedralną, położony jest na zachód od placu Katedralnego i Rynku.

## Historia

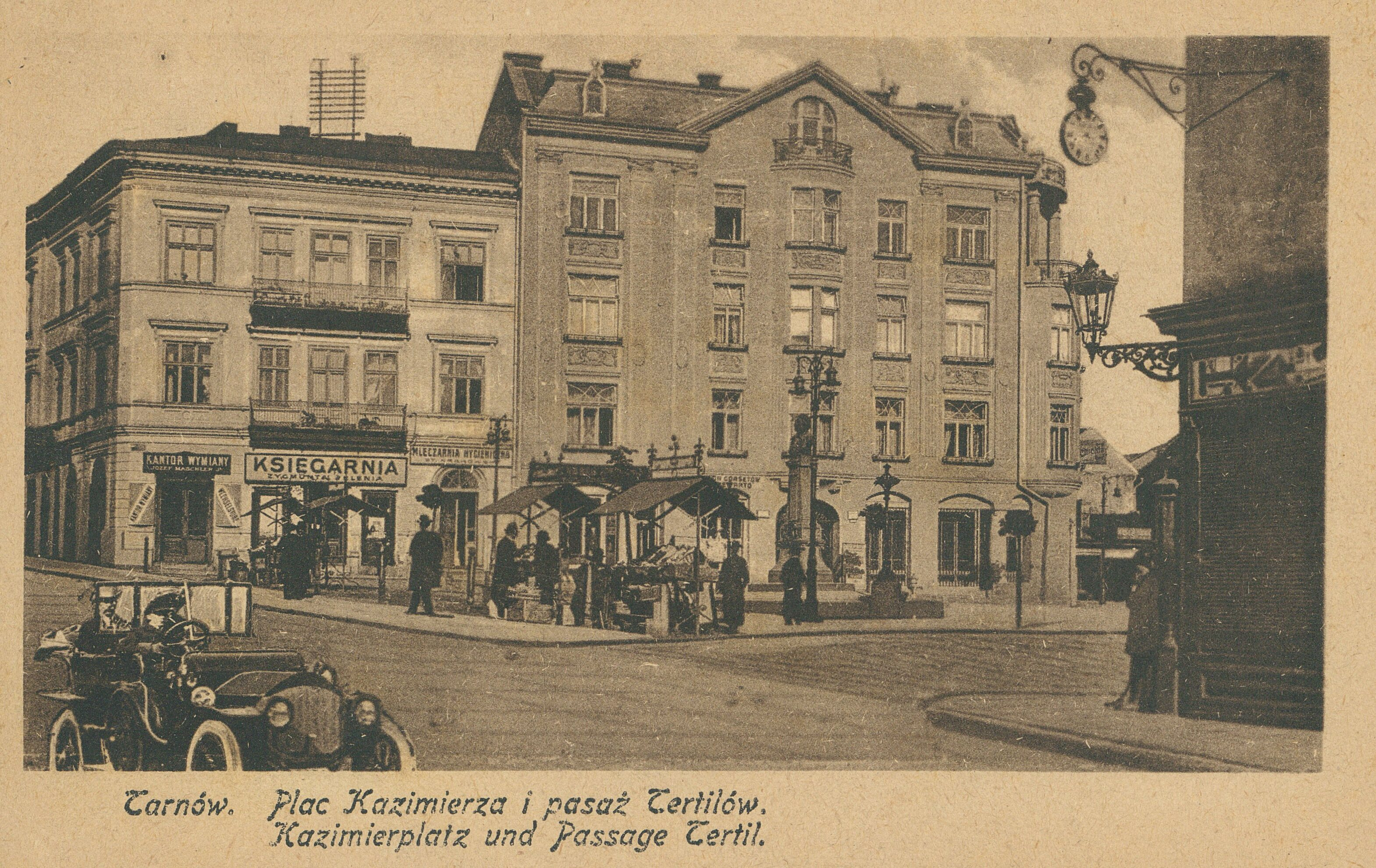
Plac Kazimierza Wielkiego ~1918

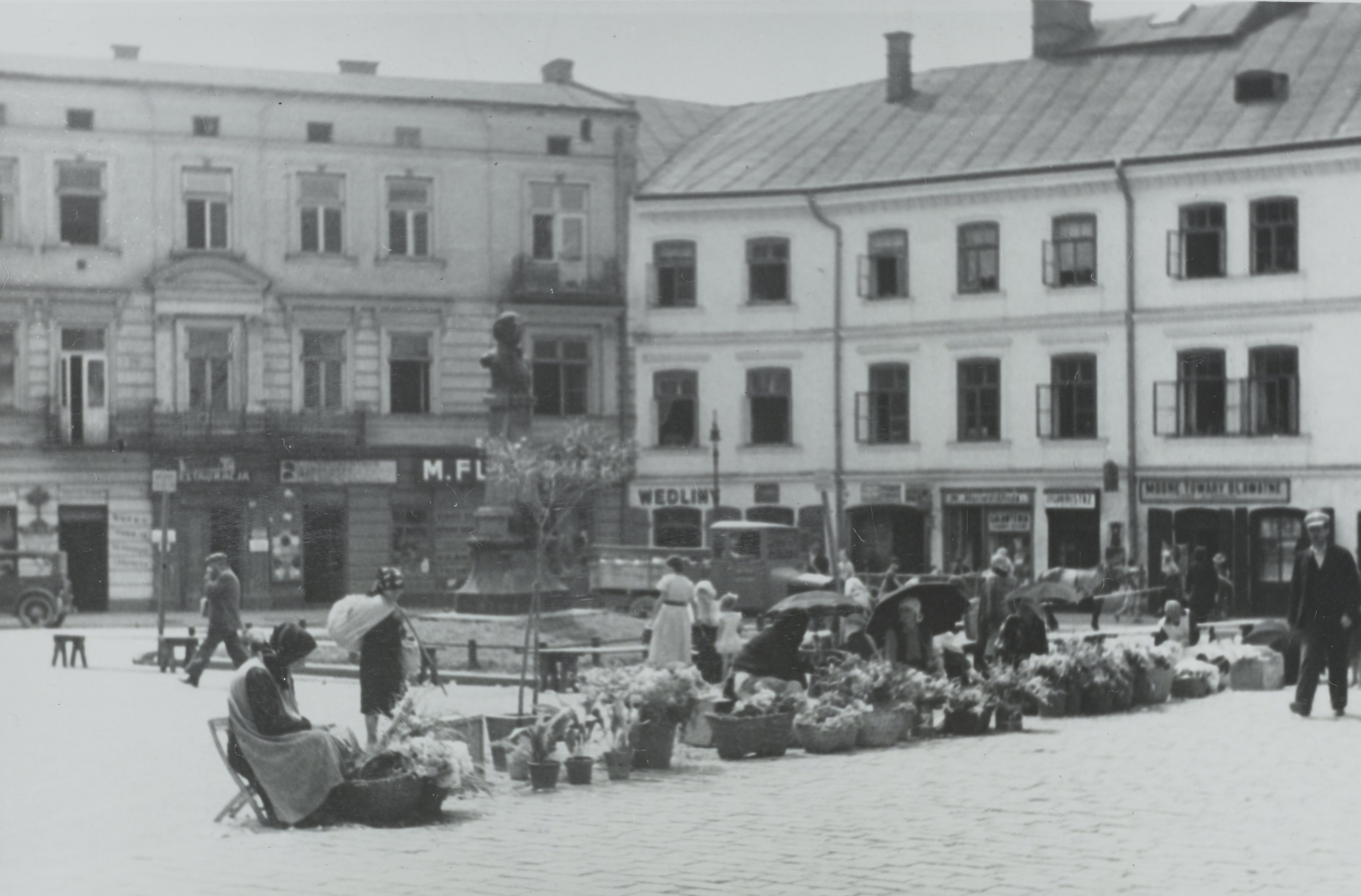
Plac Kazimierza Wielkiego ~1937

Plac został wytyczony w czasie lokacji miasta w 1330 i przez kilka wieków pełnił funkcję placu targowego. Do 1848 nazywany był placem Krupniczym, później Małym Rynkiem. Obecną nazwę nosi od roku 1869, miasto uczciło w ten sposób powtórny pogrzeb szczątków króla Kazimierza Wielkiego na Wawelu.
W XVIII wieku w miejscu wyburzonych murów miejskich i Bramy Krakowskiej przy placu wybudowano pałac Kamieniobrodzkich. W 1818 nocował tu, przejeżdżający przez Tarnów car Aleksander I Romanow. Na odbywające się tutaj reduty (publiczne bale maskowe) zjeżdżała się szlachta nie tylko z okolic miasta. W czasie rzezi galicyjskiej w budynku mieścił się prowizoryczny szpital dla aresztowanych rannych powstańców. W 1864 przebudowano go na kamienicę czynszową.
W 1892 przy placu wzniesiono siedzibę Zakładu Zastawniczego Funduszu Podupadłych Mieszczan, instytucji miejskiej działającej tu do 1937 roku. Zaprojektował ją miejski budowniczy Szczęsny Zaręba. Nad wejściem umieścił herb miasta, jego tarczę otacza smok Uroboros.
26 listopada 1900 na placu Kazimierza Wielkiego odsłonięto pomnik Adama Mickiewicza.
W nocy z 20 na 21 czerwca 1925 nieznany ofiarodawca zostawił pod pomnikiem Mickiewicza tablicę wykonaną z piaskowca z napisem „Nieznanemu Żołnierzowi Polskiemu poległemu za Ojczyznę 1914-1920" i wizerunkiem orła w koronie. Zamontowaną ją na tarnowskim Grobie Nieznanego Żołnierza, odsłoniętym w 1931.
W latach 1912–13 w miejscu muru i bramy ogrodu biskupów tarnowskich Tadeusz Tertil wybudował najwyższą przy placu kamienicę. Zaprojektował ją Franciszek Mączyński. Sień kamienicy łączy się z obecnym pasażem Tertila prowadzącym do Rynku.
15 stycznia 1915 na dziedzińcu siedziby Zakładu Zastawniczego Funduszu Podupadłych Mieszczan eksplodował pocisk austriackiej ciężkiej artylerii.
W latach 1929–39 w narożnej kamienicy pod adresem pl. Kazimierza Wielkiego 1 działał skład win węgierskich Norberta Lippóczego, przedsiębiorcy i kolekcjonera. Obecnie w piwnicy, dawnej leżakowni znajduje się winiarnia.
30 października 1918 w restauracji mieszczącej się w narożnej kamienicy (pl. Kazimierza Wielkiego 5 / ul. Katedralna 4) spotkali się wojskowi spiskowcy. Tu zapadła decyzja o rozpoczęciu w nocy, zakończonej sukcesem akcji opanowania garnizonu w mieście.
W czasie okupacji, 5 lutego 1940 władze niemieckie przejęły lokal przy placu Kazimierza Wielkiego 5. Mieszcząca się tu biblioteka została zamknięta, a księgozbiór przeniesiono do piwnic.
Plac Kazimierza Wielkiego zapisał się w historii miasta podczas wydarzeń marcowych w 1968. W dniach 20 i 21 marca 1968 pod pomnikiem Mickiewicza odbywały się manifestacje przeciwko cenzurze.

## Architektura

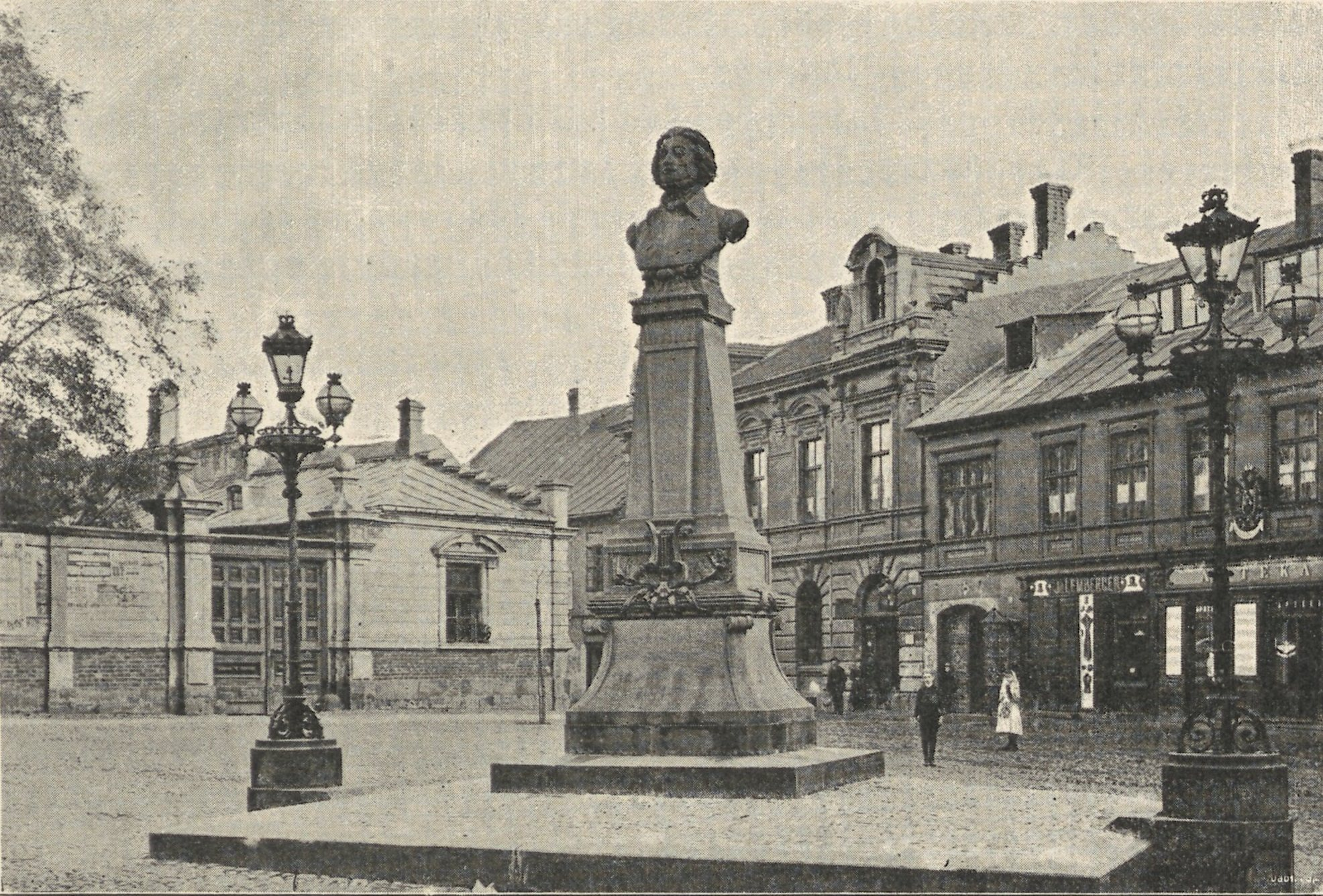
Pomnik Adama Mickiewicza ~1911

### Pomnik Mickiewicza
Popiersie Adama Mickiewicza odsłonięto w 45. rocznicę śmierci poety. Ustawiony w centrum placu otoczony jest metalowymi słupkami, połączonymi łańcuchem. Pomnik wykonano według projektu Tadeusza Błotnickiego.